# NGC 6384
NGC 6384 is een balkspiraalstelsel in het sterrenbeeld Slangendrager. Het hemelobject ligt ongeveer 80 miljoen lichtjaar van de Aarde verwijderd en werd op 10 juni 1863 ontdekt door de Duitse astronoom Albert Marth.

## Synoniemen
- UGC 10891
- MCG 1-45-1
- ZWG 55.7
- IRAS 17299+0705
- PGC 60459